# Terran

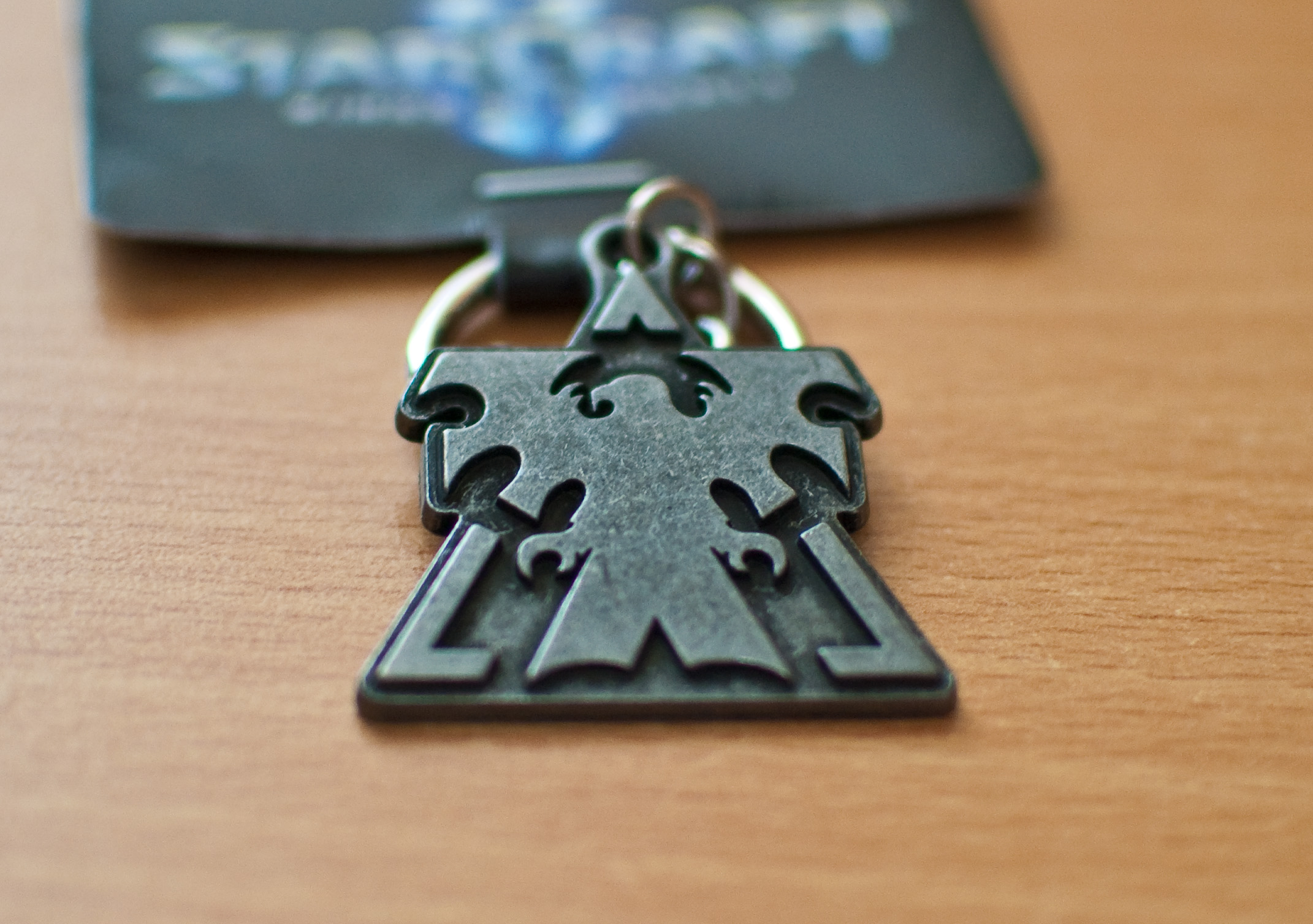
Logo de la especie Terran.

Terran es una de las tres razas del videojuego StarCraft, junto con los Protoss y los Zerg. Los Terran representan en este juego a una excolonia de humanos en una versión futurista.
Su modo de juego es similar a las otras razas ya que pueden construir en cualquier parte del terreno, deben fabricar edificios para mantener a las unidades y pueden reparar a estos y a las unidades mecánicas. Como peculiaridad, sus sistemas anti-gravitatorios permiten la migración de sus edificios para asentar nuevas bases.
En general, son una raza rápida, versátil y relativamente numerosa.

## Historia Terran
(Esta historia es previa al juego original, no revelara argumentos de `Starcraft, StarCraft: Brood War o StarCraft II).

### La caída de la civilización occidental
Aunque la tecnología y la cultura mundial habían progresado mucho durante todo el siglo XX, esos avances resultaron incomparables frente al posterior desarrollo, casi temerario. Al final del siglo XXI, el ser humano había sido testigo de atrevidos cambios. Tecnologías radicalmente nuevas aparecían a increíbles velocidades, ofreciendo el acceso a ordenadores avanzados y bases de datos de información hasta los países más necesitados de la Tierra. El comunismo cayó en los países del este, en poco tiempo hubo cantidad de armas nucleares disponibles y la estructura de poder internacional, definida originalmente por la adquisición de capital y la superioridad militar, quedó destruida cuando los países del Tercer Mundo se levantaron para desafiar al poder militar y económico de las superpotencias mundiales.
Como las manipuladas ciencias de la cibernética, de la clonación y del encolado genético habían ido apareciendo paulatinamente en el foro público, grupos de militares humanistas y religiosos de línea dura se enfrentaron a las corporaciones de intereses privados que hacían beneficios mediante la experimentación genética. Estos dramáticos cambios en la reserva genética humana desataron una gran alarma entre las principales facciones humanistas.
La tecnología siguió desarrollándose, y los índices de población aumentaron. Al final del siglo XXI había 8 mil millones de personas en la Tierra, y en solo 300 años, la población había aumentado en 26 mil millones. La contaminación, la falta de recursos naturales y combustibles asequibles aún empeoraban más las cosas mientras los líderes mundiales buscaban la forma de detener el crecimiento de la población en sus respectivos países. El sentimiento popular era que el mundo se dirigía a una inevitable catástrofe porque la superpoblación y la alteración genética lo invadían todo.
Mientras tanto, a medida que crecían las tensiones internacionales en cuanto al uso y capitalización de las mutaciones genéticas y cibernéticas, muchos sistemas económicos internacionales se replegaron sobre sí mismos y se cerraron. Se produjeron horribles actos de terrorismo entre el sector corporativo y las facciones humanistas, obligando a acciones de fuerza de la policía por todo el mundo. La irresponsable cobertura informativa de los medios de comunicación de estas atroces acciones policiales extendió el caos civil ya existente en muchos de los países más grandes. Finalmente la precaria balanza del poder mundial estalló en un pandemónium internacional.

### El Nuevo Orden
El 22 de noviembre de 2229, fue fundada la Liga de Poderes Unidos o el UPL (United Powers League). El UPL iba a convertirse en la última reencarnación de la humanidad unida, que en su día habían representado las Naciones Unidas. Este Nuevo Orden consiguió regular y controlar casi el 99.8% de la población mundial a excepción de unas cuantas ciudades religiosas (La Meca, Jerusalén y el Vaticano). El UPL fue fundado con base en el socialismo progresista, pero solía recurrir a duras y fascistas acciones para mantener el orden público. Tras ocho años de control, el UPL decidió poner en marcha una dura agenda que unificaría las diferentes culturas de la humanidad para siempre.
Llevó mucho tiempo erradicar los últimos restos de separatismo racial y las Comisiones Unidas prohibieron muchas de las religiones a excepción de las más importantes. El inglés fue declarado idioma común del planeta. Las otras lenguas fueron simplemente restringidas en sus países de origen. Aunque casi todas las religiones fueron vetadas por el UPL, la organización tenía una creencia casi religiosa en la supuesta "divinidad del ser humano". Este dogma trajo consigo la inmediata eliminación de cualquier mutación o prótesis vital para conseguir una reserva de genes humanos de la máxima pureza. Los defensores y eruditos más radicales del UPL pensaban que la alteración genética, la cibertecnología y el uso de drogas psicoactivas llevaba a la degeneración de la especie humana. Los líderes del UPL desarrollaron un atrevido plan que aseguraría la supervivencia de una humanidad, limpia de la tentadora corrupción de las tecnologías radicales.

### La Gran Purificación
Como las sangrientas inquisiciones que devastaron Europa cientos de años atrás, el UPL puso en marcha uno de los planes más violentos jamás concebidos por la humanidad: el Proyecto Purificación. Esta cruzada genocida fue la solución final del gobierno a la cuestión de limpiar a la humanidad de sus facetas más degeneradas. Las tropas del UPL recorrieron todos los países de la tierra, derrotando a los disidentes, hackers, sintéticos, cibernéticamente mejorados, tecno-piratas y criminales de todo tipo. Esta clasificación a nivel mundial supuso la eliminación de casi 400 millones de personas. Los medios de comunicación en todo el mundo, ahora bajo el estricto control del UPL negaron la horrible violencia perpetrada y mantuvieron a la población de la Tierra ignorante de las atrocidades que se estaban cometiendo.
A pesar de sus actos criminales, el UPL cosechó numerosos éxitos en muchas tecnologías básicas. Campos de investigación que habían permanecido dormidos durante décadas fueron reabiertos bajo el control del UPL. Los programas de exploración espacial de mediados del siglo XX, abandonados por los gobiernos de Estados Unidos y Rusia debido a la reducción drástica de su presupuesto y al continuo sabotaje político, se convirtieron en la base de una nueva era de la exploración para la humanidad. La combinación de la hibernación criogénica con la tecnología warp (espacio-temporal) ofreció la posibilidad de viajar entre las estrellas. En solo 40 años, el UPL fundó colonias en la Luna y en planetas del Sistema Solar.
Durante este período, un brillante y joven científico llamado Doran Routhe, decidió consolidar su poder dentro del UPL. No interesado en las vulgaridades del Proyecto Purificación, Routhe estaba obsesionado por fundar colonias en los mundos que se encontraban más allá del sector Terran. Routhe estaba convencido de que el descubrimiento de nuevos minerales y de fuentes de combustible alternativas lo convertiría en uno de los hombres más influyentes de la Tierra. A través de sus conexiones políticas y de su fortuna personal, Routhe consiguió que miles de prisioneros del UPL fueran utilizados como conejillos de indias para sus planes secretos.
Los prisioneros, destinados a ser ejecutados en masa por edicto del Proyecto Purificación, fueron llevados a los laboratorios privados de Routhe. Routhe, que planeaba el envío de prisioneros como colonos de los mundos remotos, hizo que sus equipos científicos prepararan a unas 56.000 personas para la hibernación criogénica a largo plazo. Tras catalogar las diversas mutaciones y mejoras cibernéticas de los prisioneros, Routhe introdujo todos los datos en un revolucionario súper-ordenador. Este Sistema de Análisis Logístico Telepático Artificial conocido como ATLAS (Artificial Tele-empathic Logistics Analisys System), procesó toda esta información genética y fue capaz de predecir cuáles de los prisioneros podrían sobrevivir a la dura prueba a la que se deberían enfrentar. Solo 40.000 de los prisioneros fueron considerados aptos para sobrevivir a las duras condiciones y esos 40.000 prisioneros fueron cargados en cuatro supertransportes automatizados de espacio profundo. Mientras los prisioneros estaban siendo preparados para su "frío sueño" criogénico, las naves fueron cargadas con suficientes suministros, alimentos y hardware para ayudarles cuando llegaran a sus destinos previstos. El ordenador de navegación fue programado entonces con las coordenadas del lejano planeta de Gantris VI. Todo parecía estar perfectamente preparado y ni siquiera Ruothe podía imaginarse que los prisioneros eran lanzados a una muerte casi segura al cerco de la galaxia.

### Los exiliados y el Largo Sueño
El ATLAS fue instalado en el primero de los supertransportes, el Nagglfar. Los tres transportes -Argo, Sarengo y Reagan- fueron programados para seguir al Nagglfar cuando este fuera lanzado al vacío espacio hacia Gantris VI. Durante este viaje, que las futuras generaciones llamarían el Largo Sueño, el ATLAS siguió monitorizando a los humanos en estasis criogénica. Evaluando las numerosas mutaciones y mejoras encontradas en el acervo genético de los prisioneros, ATLAS descubrió un potente agente mutagénico que existía en el ADN de algunos de ellos.
Aunque esta mutación aparecía en menos del 1% de los prisioneros, parecía aumentar el potencial psiónico latente en el cerebro humano. ATLAS calculó que mientras los prisioneros consiguieran sobrevivir en sus nuevos entornos, muchos de ellos podrían beneficiarse de esta mutación psiónica en tan solo unas pocas generaciones. Estos descubrimientos fueron grabados y enviados de vuelta a la Tierra, directamente a los registros Doran Routhe.
Previsto originalmente como un viaje de un año este plazo nunca se cumplió. En un momento del viaje los sistemas de navegación incorporados al ATLAS se apagaron borrando no solo las coordenadas de Gantris VI sino también las de La Tierra. Las cuatro naves, con su desafortunada carga en estasis, viajaron ciegamente por el espacio a velocidades warp durante casi 30 años.
Finalmente, los motores warp de los cuatro supertransportes alcanzaron su fusión crítica y tras 28 años de viaje, las enormes naves emergieron al espacio real, junto al cerco de un sistema estelar habitable. A unos 60.000 años luz de la Tierra con sus motores destruidos y sus baterías de soporte vital casi agotadas las naves accionaron sus protocolos de emergencia y se dirigieron a los mundos habitables más próximos del sistema.
El Reagan y el Sarengo acabaron en un mundo que sería llamado Umoja. El Sarengo que había sufrido enormes daños durante su descenso atmosférico, se estrelló contra el planeta matando a sus 8.000 pasajeros. El Reagan tuvo más suerte, ejecutando un descenso controlado y aterrizando intacto. Tras el aterrizaje de la nave las cámaras del "frío sueño" quedaron desactivadas y los pasajeros que aún vivían empezaron a despertarse lentamente. Los pasajeros intentando recordar donde estaban y cuánto tiempo habían "dormido", descubrieron que por alguna razón el ATLAS había borrado toda la información de su viaje de los bancos de los ordenadores.
El Argo aterrizó en el mundo rojo de Moria. Sus pasajeros corrieron el mismo destino que los del Reagan porque toda la información relacionada con su estado actual había sido borrada.
Solo los pasajeros del Nagglfar pudieron acceder a los ordenadores de la nave para conocer su viaje. Tras preguntarle al ATLAS, confirmaron sus sospechas de que no volverían a ver la Tierra porque, aunque habían aterrizado en el templado planeta de Tarsonis, el Nagglfar había quedado totalmente destruido. Los exiliados que habían sobrevivido esparcidos ahora por los tres mundos salvaron lo que pudieron de sus arruinadas naves en un intento de proveerse para los nuevos entornos.

### La Confederación y el Nuevo Mundo
Los habitantes de cada planeta trabajaron duramente para sobrevivir en lo que ellos llamarían el "Nuevo Mundo". Ignorantes de que sus otros compañeros también habían conseguido prosperar en otros mundos del sistema, los nómadas Terran crecieron con los escasos recursos que pudieron encontrar. Tras perder los medios para comunicarse a través de distancias interplanetarias cuando sus naves fueron desmontadas en busca de materiales esenciales, los Terran vivieron aislados durante décadas. En un espacio de tiempo relativamente corto, los tres grupos de Terran fundaron colonias hermanas en sus respectivos mundos, y aunque tendrían que pasar 60 años más antes de que las tres colonias pudieran volver a reunirse por viajes espaciales, cada una de ella creció y formó prosperas comunidades autónomas. Tarsonis, la colonia más grande y más avanzada tecnológicamente, pronto desarrollo motores sub-warp de segunda generación. Esto permitió a sus naves explorar los innumerables y asolados planetas del sistema solar que les rodeaba y finalmente acabaron encontrando a los otros supervivientes del Largo Sueño.
Una vez reunidas, las tres colonias se beneficiaron del comercio mutuo y de los tratados comerciales. Aunque Tarsonis siguió insistiendo en que Umoja y Moria se unieran y formaran un solo gobierno, las dos colonias se negaron firmemente. Y las flotas de Tarsonis siguieron explorando el espacio Terran, que acabó siendo llamado el Sector Koprulu.
Tras encontrar otras prósperas colonias en otros siete mundos del sistema la fuerza militar de Tarsonis creció rápida e imparablemente. Un nuevo gobierno, llamado la Confederación Terran, fue fundado por las colonias Tarsonian. La colonia Morian, que disponía de las mayores operaciones mineras del sector, empezó a temer que este nuevo poder de la Confederación intentara ocuparla y regular sus lucrativas operaciones. Y fue así como se formó la Asociación Kel-Morian, dispuesta a ofrecer apoyo militar a cualquier gremio minero que fuera oprimido por la política de la Confederación. Pero finalmente surgieron tensiones entre la Confederación y la Asociación que llevaron al estallido de la Guerra de los Gremios Terran.
La Guerra de los Gremios duró casi 4 años hasta que la Confederación pactó la paz con la Asociación. Aunque la Asociación siguió manteniendo su autonomía, casi todos sus gremios mineros fueron anexionados como partes de la Confederación. La colonia Umojan, tras ver los enormes abusos de que era capaz la confederación fundó el Protectorado de Umojan: una milicia nacionalizada cuyo objetivo sería liberar a la colonia de la tiranía de la Confederación. En un análisis final, la Guerra de los Gremios consolidó la dominante posición de la Confederación dentro de la estructura de poder Terran.
El poder de la Confederación siguió creciendo con el paso de los años, mientras los prospectores se anexionaban un mundo tras otro en su atrevida expansión. Poco a poco empezaron a aparecer grupos de piratas y organizaciones radicales de milicias, mientras las agencias de aplicación de la ley seguían abusando de los ciudadanos. Una de las mayores revueltas contra la política de la Confederación fue la Rebelión Korhal.

### La Rebelión de Korhal
Korhal era uno de los mundos principales de la Confederación, poblado originalmente por colonos Tarsonian. Korhal, un mundo de abundancia y de ilustración, contribuyó en gran medida a los avances militares y tecnológicos de la Confederación. Aunque la Confederación se benefició de la continua productividad de Korhal, los ciudadanos de la colonia rechazaban su obligada afiliación a los normalmente corruptos senadores de la Confederación. En un intento por mantener su independencia los ciudadanos de Korhal instigaron numerosas revueltas contra la milicia confederada local. Los confederados respondieron apropiadamente y declararon la ley marcial en toda la colonia. Esto solo consiguió agitar aún más a la población escalando el conflicto a nivel de caos civil. La Confederación pensó que, si su colonia más preciada y mimada conseguía rebelarse contra ellos, entonces todas sus colonias también se rebelarían. Así que decidió que la crisis de Korhal debía terminar como fuera. Korhal sería un ejemplo para todas las otras colonias de la confederación de su poder absoluto sobre ellas.
El dinámico senador de Korhal, Angus Mengsk, fue el encargado de formalizar los sentimientos de sus ciudadanos y compañeros ante la Confederación. Su grito de libertad resonó con fuerza entre su gente cuando Mengsk declaró la guerra contra la Confederación. Llevando a los Korhalians a un frenesí paranoico, el senador consiguió capturar todos los puestos de la Confederación en Korhal.
Tras sus declaraciones de que la Confederación no tenía ningún poder sobre el mundo de Korhal, Mengsk consiguió ganarse el respeto y la admiración de muchas otras colonias también en lucha.
La Confederación, en un intento por contener la situación, reunió a sus fuerzas estacionadas en Korhal y sacó a su flota de los cielos. Mengsk y los otros líderes de la revuelta creyendo que habían ganado su independencia, celebraron su victoria contra la Confederación. Los confederados conscientes de que la pérdida de Korhal podría instigar a las otras colonias a rebelarse, decidieron retomar el planeta a través de medios más sutiles.
Los Confederados enviaron a tres de sus más temibles asesinos, conocidos como Fantasmas, para que eliminaran a Mengsk y a sus seguidores en Korhal. El cuerpo decapitado del senador, junto con los de su mujer e hija, aparecieron a la mañana siguiente en la balconada privada de su torre-fortaleza. La cabeza de Mengsk jamás fue encontrada. Aunque el asesinato influyó enormemente en el debilitamiento de la revuelta de Korhal, también avivó el fuego que acabaría fraguando al mayor enemigo al que se enfrentaría la Confederación.
A Arcturus Mengsk, un reconocido prospector de la Confederación y un hombre de negocios, no le sentaron muy bien las noticias de la muerte de su familia. Como prospector de la Confederación durante años, Arcturus sabía que esta era capaz de todo con tal de conseguir sus objetivos. Aunque no solía interesarse por la política del Sector, se asustó y en cierta forma se sintió avergonzado por las acciones de su padre en Korhal. Sin embargo, él nunca pensó que su familia sería asesinada solo para demostrar algo. Sus muertes rasgaron algo en el interior del joven Arcturus, que lo llevó a rechazar su prometedor futuro y a seguir el solitario camino de la venganza.
Reuniendo a los distintos grupos de militantes que habían seguido a su padre contra la Confederación, Arcturus consiguió crear un ejército impresionante, aunque todavía un tanto desorganizado. Los seguidores de Mengsk atacaron valientemente varias bases e instalaciones, que le costaron a la Confederación billones de créditos en hombres, maquinaria y equipo. Tras los rumores de una alianza secreta entre el grupo de Mengsk y el Protectorado de Umojan, el gobierno Confederado decidió acabar de una vez por todas con este problema, desde la lejana capital Confederada de Tarsonis, fue disparada una salva de 1000 misiles nucleares de clase Apocalipsis contra el planeta Korhal. Durante este salvaje ataque murieron unos 4 millones de personas, y en un instante, la próspera colonia de Korhal quedó convertida en una esfera supercaliente de cristal oscurecido.
La noticia del holocausto sorprendió a Mengsk en una base secreta situada dentro de las fronteras del Protectorado de Umojan. Tras perderlo todo, salvo la venganza, Arcturus y aquellos que estaban reunidos con él en ese triste día, juraron solemnemente destruir a la Confederación como fuera.
Tras tomar el nombre de los Hijos de Korhal, Arcturus y su grupo de voluntarios renegados pronto se hicieron famosos como los fugitivos más buscados del Sector. Luchando silenciosa y rápidamente, los Hijos de Korhal consiguieron innumerables victorias sobre la Confederación. Pero por cada victoria ganada en nombre de la justicia, Arcturus era invariablemente presentado como un loco y un terrorista por todos los medios de comunicación controlados por la Confederación, y la mayoría de las colonias se negaron a alojar u ofrecer sus servicios a nadie relacionado con ese grupo ilegal. Sin embargo, a pesar de las casi insuperables barreras y de la escandalosa opinión pública recibida, Mengsk jamás se rindió en su lucha contra los Confederados. Los Hijos de Korhal siguieron desconcertando a las agencias de aplicación de la ley en su continua misión de liberar el Sector.

### La primera guerra entre especies
Los diversos poderes de la colonia y las milicias de piratas siguieron luchando contra las fuerzas Confederadas. Aunque muchos de estos grupos solían discutir entre ellos, en general, la presencia Terran dentro del Sector Koprulu seguía reforzándose y expandiéndose. Pero estas insignificantes peleas acabaron pronto al verse inmersas las colonias Terran en una lucha de épicas proporciones.
Sin previo aviso, una flota de 50 naves de guerra alienígenas descendió de los cielos sobre la colonia remota Confederada Char. Las enormes naves abrieron fuego contra las ignorantes colonias y no cesaron hasta aniquilar todos los emplazamientos habitados del planeta. Este ataque sin precedentes tomó a las fuerzas Confederadas por sorpresa, llevando a las asustadas flotas Terran a huir a la desbandada. Aunque los Terran del Sector Koprulu jamás se habían encontrado con especies alienígenas de ningún tipo, corrieron para defenderse de sus nuevos y misteriosos enemigos.
La Confederación lanzó un torpe contraataque contra la flota alienígena en su viaje hacia el segundo planeta Terran de Mar Sara. La flota alienígena, identificándose como los Protoss, retiró misteriosamente sus fuerzas y dejó la colonia. Al poco tiempo una segunda y aterradora presencia alienígena fue descubierta a las afueras de Mar Sara. Estos nuevos invasores, que parecían insectos, eran muy diferentes a los Protoss que habían atacado la colonia hacía poco tiempo. Ninguna agencia Terran podría soportar la molesta presencia no de una, sino de dos razas alienígenas extrañas dentro de sus colonias. Asolados por un terror paranoide colectivo y sobrecargados por sus propias luchas internas, las indefensas facciones Terran tan solo podían ver como una marea siempre en aumento de invasores alienígenas se abría camino hasta el corazón mismo del Sector Koprulu, asolado por la guerra.

## Unidades Terran

### StarCraft

#### Unidades terrestres orgánicas
Las unidades orgánicas son de pequeño tamaño y que pueden ser curadas por un médico (solo disponible con StarCraft: Brood War).
- Vehículo de Construcción Espacial: Fueron utilizados inicialmente durante la reconstrucción de las antiguas plataformas orbitales confederadas de Tarsonis. El VCE T-280 es un elemento esencial en toda operación de reparación o construcción que realice el Dominio. El VCE es el caballo de batalla de los planetas Terran gracias a su capacidad de efectuar una diversidad de tareas, incluyendo: erigir edificios nuevos, reparar estructuras y unidades dañadas, así como recolectar y transportar materias primas. Su versatilidad e incomparable fiabilidad convierten al VCE en una herramienta invaluable para la creación de puestos de Marines en cualquier terreno.[1]

- Soldado Terran: Los Soldados terran son la primera línea de defensa de los planetas Terran en el sector Koprulu. Bajo el régimen de la antigua Confederación, la mayoría de los Marines eran criminales o rebeldes que fueron sometidos a resocialización neural obligatoria, con el fin de asegurar su lealtad absoluta. Según se informa, esta práctica ha disminuido, pero sigue siendo algo común debido a que no hay suficientes voluntarios para servir en las fuerzas armadas. La pesada armadura que usan los Marines es efectiva contra impactos de armas pequeñas y les proporciona soporte vital completo, que incluye protección NBQ (nuclear/biológica/química) para operar en el espacio profundo y otros entornos hostiles. Los Marines están armados con Rifles Gauss C-14 “Empalador” que disparan púas metálicas de 8mm a velocidades hipersónicas[2]

- Murciélago de fuego: Unidad equipada con el "Traje de Combate Pesado CMC-660", el cual les da protección adicional contra el fuego, y el "Lanzallamas de Plasma Perdición", capaz de provocar graves daños por quemaduras de fuego. Como los Marine, fueron personas que se resocializaron y se unieron al sistema.

- Fantasma: Unidad de infiltración, inteligencia y espionaje. Se encuentra equipado con el "Traje de Entorno Hostil", el "Rifle de Botes de Metralla C-10" de 25 mm. y el "Dispositivo Personal de Camuflaje", de tipo óptico, que le otorga invisibilidad. Es capaz de marcar blancos para ataques nucleares.

- Médico: (sólo disponible con la expansión StarCraft: Brood War) No posee ningún tipo de ataque físico, se caracteriza por poder curar unidades orgánicas, cegar a los oponentes y restablecer a unidades enfermas (remover estados como irradiación, esporas ácidas, parásitos, etc).

#### Unidades terrestres mecánicas
Pueden ser reparadas por uno o más VCE.
- Tanque de Asedio "Arclite": Unidad de asalto y defensa mecanizada de ataque terrestre. Posee dos modos de ataque: Modo Tanque, en el cual utiliza sus dos cañones principales de 88 mm de rápida cadencia; Modo Asedio: utiliza un Cañón de Impacto 120mm. de daño explosivo/expansivo. Al estar en Modo Asedio, el tanque es incapaz de moverse.

- Goliat: Unidad de apoyo ligera y versátil, posee la capacidad de atacar aire y tierra. En ataques terrestres utiliza dos cañones de 30 mm. y en ataques aéreos lanzamisiles teledirigidos "Hellfire AA-Scatter". Son manufacturados por la compañía LarsCorp technologies usados inicialmente como apoyo a la infantería.

- Buitre: Unidad motorizada ligera con la habilidad de plantar tres minas araña. Se construyen en la fábrica Terran, y su ataque es tipo choque, usando granadas de fragmentación lanzadas por este.

#### Unidades aéreas
- Espectro: Unidad aérea básica de combate táctico superior y gran capacidad de emboscada, posee una excelente velocidad y maniobrabilidad. puede usar la habilidad Camuflaje Óptico. Construido en el Puerto Estelar.

- Nave de evacuación: Unidad aérea. Diseñada para transportar unidades terrestres, especialmente en movilización de tropas y desembarcos estratégicos a gran velocidad. Se construye en el Puerto Estelar.

- Crucero de Batalla "Behemoth": Poderosa unidad de combate aéreo de velocidad lenta, muy efectiva contra estructuras y objetivos únicos. Son enormes fortalezas voladoras, creadas para mantener la paz entre los sectores terran. Dotado de cañones láser ATA y un fuerte blindaje "NeoAcero", puede atacar objetivos tanto terrestres como aéreos. Como arma especial, posee el cañón láser "Yamato", capaz de utilizar un potente campo magnético para canalizar una explosión nuclear en un rayo de energía único.

- Nave de la ciencia: Unidad aérea de apoyo y especialista con la facultad de detectar unidades enemigas enterradas o invisibles. No posee armamento, sin embargo, está dotada de tres habilidades particulares: La Matriz Defensiva, que genera un escudo de defensa no recargable de 250Hp y dura 30 segundos; El EMP Shockwave (Onda de choque de Impulso electromagnético), que reduce a cero la energía y escudos Protoss; e Irradiar, nube tóxica que se posa sobre unidad orgánicas detruyéndolas gradualmente. Se construye en el Puerto Estelar.

- Valkyria: (sólo disponibles con la expansión StarCraft: Brood War) Unidades aéreas con el fin de repeler enemigos aéreos. Solo tienen ataque aire-aire H.A.L.O, consistente en una ráfaga de misiles que provocan daño expansivo ideal para ataques a grupos aéreos enemigos.

### StarCraft II

#### Unidades terrestres orgánicas
Unidades de pequeño tamaño que pueden ser curadas por la Medevac.
- Vehículo de Construcción Espacial: Unidad ligera que sirve para construir edificios, obtener recursos y efectuar reparaciones. Solo pueden atacar objetivos terrestres. Pueden repararse entre ellos.

- Soldado/Marine: Infantería ligera que puede atacar objetivos terrestres y aéreos. Unidad balanceada, apta para una amplia gama de situaciones de combate.

- Merodeador/Marauder/Persecutor: Soldado de asalto con armadura pesada que puede atacar objetivos terrestres. Muy efectivo contra unidades y estructuras blindadas y capaz de lanzar ataques Conmocionantes que ralentizan al enemigo.

- Yum - Kimil/Reaper/Segador: Veloz unidad de asalto que puede atacar objetivos terrestres. Sus mochilas cohete les permiten sortear elevaciones de terreno, además de proporcionarles gran movilidad. Aniquilan unidades ligeras, excelentes para tácticas de guerrilla, en particular contra unidades ligeras y líneas de trabajadores.

- Fantasma/Ghost: Unidad de operaciones especiales que puede atacar objetivos terrestres y aéreos. Capaz de eliminar objetivos biológicos con munición de francotirador de alto calibre. Su munición PEM les permite acabar con las reservas de energía de las unidades enemigas, o causar daño a los escudos protoss. Si el impacto alcanza a unidades camufladas, estas se volverán visibles por algunos segundos. Tienen autorización para señalar objetivos de ataques nucleares.

#### Unidades terrestres mecánicas
Unidades medianas o grandes que solo pueden ser reparadas por uno o varios VCE.
- Demonio/Erebion: Vehículo ligero que puede atacar objetivos terrestres. Su lanzallamas causa daño, en línea recta, a todos los objetivos que se encuentren frente a él. Perfecto para tácticas de guerrilla, en particular contra unidades de combate cuerpo a cuerpo y líneas de trabajadores.
- Murciélago Infernal: Es la unidad mecánica biológica que puede atacar a Objetivos terrestres a corta distancia y es la transformación del Demonio.

- Tanque de Asedio: Unidad blindada que puede atacar objetivos terrestres. Su cañón móvil es muy efectivo contra otras unidades blindadas y estructuras. Su Modo Asedio proporciona devastadores ataques de artillería desde gran distancia, pero no puede moverse en dicha modalidad. Excelente para defender bases, en particular al desplegarlo detrás de un cuello de botella o en posiciones elevadas.
- Ciclón : Vehículo blindado que puede atacar a unidades aéreas y terrestres. Puede utilizar Fijar objetivo para disparar rápidamente mientras se mueve. Puede mejorarse para que Fijar objetivo inflija daño adicional a unidades blindadas. Requiere la expansión Legacy of the Void.

- Thor: Unidad blindada de tamaño masivo que puede atacar objetivos terrestres y aéreos. Sus cañones principales causan gran cantidad de daño a toda unidad terrestre o estructura, mientras que sus lanzamisiles mantienen a raya a las fuerzas aéreas del enemigo; en particular a los Mutaliscos. Está equipado con poderosos cañones de 250mm que incapacitan al objetivo y causan 500 puntos de daño en un periodo de 6 segundos. Pueden utilizar esta arma contra unidades terrestres y estructuras (muy recomendable contra los Thors, Ultraliscos o Colosos del enemigo).

#### Unidades aéreas
Unidades medianas o grandes que solo pueden ser reparadas por VCEs.
- Vikingo: Nave blindada de desplazamiento ligeramente veloz capaz de transformarse para atacar objetivos terrestres o aéreos. En el Modo Caza excelente frente unidades aéreas blindadas o pesadas, por su alto rango de ataque. Cambia a Modo Asalto para aterrizar en bases sin protección, eliminar estructuras o personal clave y luego despega para escapar. Recorre el mapa en Modo Caza para eliminar Superamos, Colosos y unidades aéreas del enemigo.

- Medevac/EvaMed: Nave blindada de transporte que tiene la capacidad de sanar unidades biológicas. Eficiente acompañando a la infantería.
- Liberador : Versátil caza artillero. Sus Cohetes Lexington, infligen daño de área a unidades aéreas. No puede atacar a unidades terrestres directamente. Puede pasar a Modo defensor para seleccionar un área y en ella poder atacar su Cañón Concord, en modo Defensor puede atacar a unidades terrestres, pero no aéreas ni estructuras. Se puede mejorar para obtener alcance adicional con el Modo defensor. Requiere la expansión Legacy of the Void.

- Cuervo: Nave de apoyo tanto defensivo como ofensivo, con capacidad de detección. Puede desplegar Torretas Automáticas y Robots de Defensa de punto, así como Misiles Rastreadores.

- Átropo/Banshee: Nave táctica de asalto que puede atacar objetivos terrestres y obtener la capacidad de hacerse invisible. Excelente para tácticas de guerrilla contra la línea de mineral del enemigo, así como unidades o estructuras clave.

- Crucero de Batalla: Nave capital que puede atacar objetivos terrestres y aéreos, altamente blindada y armada. Puede utilizar el Cañón Yamato, un disparo que causa 300 de daño a una unidad o estructura. En Legacy of the Void, tienen la habilidad Salto táctico, el crucero de batalla, tras 6 segundos, se traslada a cualquier punto del mapa, tenga visión o no.

## Estructuras Terran

### StarCraft
Las construcciones cuentan como una unidad grande, lo que quiere decir que un ataque estilo choque les causa un 25%, todos los edificios Terran son reparables.

#### Estructuras básicas
- Centro de mando: Es la construcción principal de los Terran, ahí se producen los VCE y se reúnen los recursos. Son más vulnerables mientras se están moviendo.

- Depósito de suministros: Determinan la cantidad máxima de unidades que se pueden construir, si se desea tener un ejército mayor se necesita construir una cantidad de Depósitos de Suministros suficientes.

- Barracón: Es donde se construye el cuerpo de infantería de los Terran: Soldados, Murciélagos de Fuego y Fantasmas. En la expansión también se incluye el Médico.

- Bahía de ingeniería: Mejora el armamento y las armaduras de las unidades orgánicas o de infantería.

- Academia: Aquí se mejoran las unidades de infantería.

- Búnker: Construcción en donde se pueden refugiar las unidades de infantería sin recibir daño pero pudiendo atacar al exterior.

- Torreta de misiles: Es una pequeña edificación defensiva que ataca a unidades aéreas y es capaz de detectar unidades camufladas.

#### Estructuras avanzadas
- Fábrica: es en donde se construyen las unidades mecánicas terrestres: Tanques de Asedio, Golliats y Buitres.

- Puerto estelar: aquí se construyen las unidades mecánicas aéreas: Espectros, Cruceros de Batalla y Naves de la Ciencia. En la expansión también se incluye la unidad Valkyria.

- Laboratorio de ciencia: En ella se mejoran las habilidades de la Nave de la Ciencia, y es requisito para construir Naves de la Ciencia y Fantasmas.

- Arsenal: aquí se mejoran las unidades mecánicas de los Terran. También permite que en la Fábrica se puedan crear Golliats.

#### Anexiones
No son estructuras en sí, sino módulos conectados a otras estructuras. En ellos se suelen hacer mejoras de unidades.
- Estación ComSat: Es una anexión del Centro de Mando, sirve para revelar una pequeña porción del mapa, que también revela unidades ocultas.

- Silo nuclear: En ellos se construyen misiles nucleares, que pueden ser dirigidos por un fantasma. Al igual que la Estación ComSat, el Silo nuclear va anexado al Centro de Mando

- Taller de maquinaria de asedio: Anexión de la fábrica, tiene como función desarrollar habilidades de las unidades mecánicas y permite la construcción de Tanques.

- Torre de control: Anexión del Puerto Estelar, permite la construcción de las naves más grandes y en ella se investigan mejoras para el Espectro.Requisito para el crucero de batalla.

- Estación de operaciones secretas: Permite la construcción de Fantasmas e incluye mejoras para ellos.

- Laboratorio de física: Permite la construcción de Cruceros de Batalla, y contiene investigaciones para mejorarlos.

### StarCraft II

#### Estructuras básicas
- Centro de mando: Como en el original, aquí se depositan los recursos y se fabrican los VCE. Tiene la habilildad de moverse por el aire con VCE en su interior. Puede transformarse en Fortaleza Planetaria o en Comando Orbital. Permite construir la Bahía de ingeniería.

- Depósito de suministros: Permiten crear más unidades. Pueden enterrarse, pero no se hacen invisibles. Permite construir las Barracas/Barracks

- Refinería: Se construyen sobre los géiseres de gas vespeno para permitir su recolección.

- Barracón/Barracks: Es donde se entrenan Soldados/Marines, Merodeadores/Marauders, Yum - Kimiles y Fantasmas/Ghosts. Permite construir el Búnker, la Academia de fantasmas, el Comando Orbital y la Fábrica.

- Bahía de ingeniería: Aquí se mejoran el ataque y la armadura de las unidades de infantería. Permite construir la Torreta de misiles, la Torre de sensores y la Fortaleza planetaria.

- Torreta de misiles: Detector y estructura defensiva antiaérea.

- Torre de sensores: Permite detectar movimiento de unidades enemigas en el radio delimitado con un círculo en el minimapa, círculo que también pueden ver los rivales. No detecta unidades invisibles.

- Fortaleza planetaria: Es un Centro de mando blindado con un cañón que permite su autodefensa en detrimento de su capacidad de despegar.

- Búnker: Estructura donde guarecer unidades de infantería para que ataquen desde el interior.

- Comando orbital: Es un Centro de mando mejorado que puede hacer barridos de escáner que revelan todas las unidades y edificios de su radio de acción y solicitar M.U.L.A.s, máquinas que pueden recoger minerales y reparar más rápido que los VCE.

#### Estructuras avanzadas
- Fábrica: Es en donde se entrenan Demonios,*Minas Viuda, Tanques de Asedio, *Muriciealgos Infernales y Thors. Permite construir el Arsenal y el Puerto estelar.

- Academia de fantasmas: Permite entrenar Fantasmas. Aquí se construyen los misiles nucleares.

- Arsenal/Armería: Aquí se mejoran el ataque y la armadura de las unidades mecánicas. Además habilita la producción de Thors.

- Puerto estelar: Es la estructura donde se crean Vikingos, Medevacs/Medivacs, Cuervos, Átropos/Banshees y Cruceros de batalla. Permite construir el Núcleo de fusión.

- Núcleo de fusión: Aquí se habilita para construcción y mejora a los Cruceros de Batalla.

#### Anexos
- Reactor: Anexión de la Barraca/Barrack, la Fábrica y el Puerto estelar. Permite tener dos unidades entrenándose a la vez.

- Laboratorio tecnológico/Tecnolab: Anexión de la Barraca/Barrack, la Fábrica y el Puerto estelar. Permite construir todas las unidades disponibles de un edificio militar y mejorarlas.